# Figura św. Jana Nepomucena w Głogowie
Figura św. Jana Nepomucena w Głogowie – rzeźba autorstwa Dariusza Maściucha ustawiona w 2003 roku na miejscu poprzedniej, zaginionej w 1945. Współczesny posąg umieszczono po nieudanej próbie odnalezienia dawnej figury w Odrze. W postumencie rzeźby św. Jana Nepomucena umieszczono dokumenty z epoki i złożono je do stalowej tuby.
Figura wykonana jest z białego piaskowca natomiast głowę, krzyż i guziki wykonano ze stali. Figura św. Jana Nepomucena ma wymiary 140 x 40 x 24 cm, wymiary podstawy 148 x 65 x 65 cm.

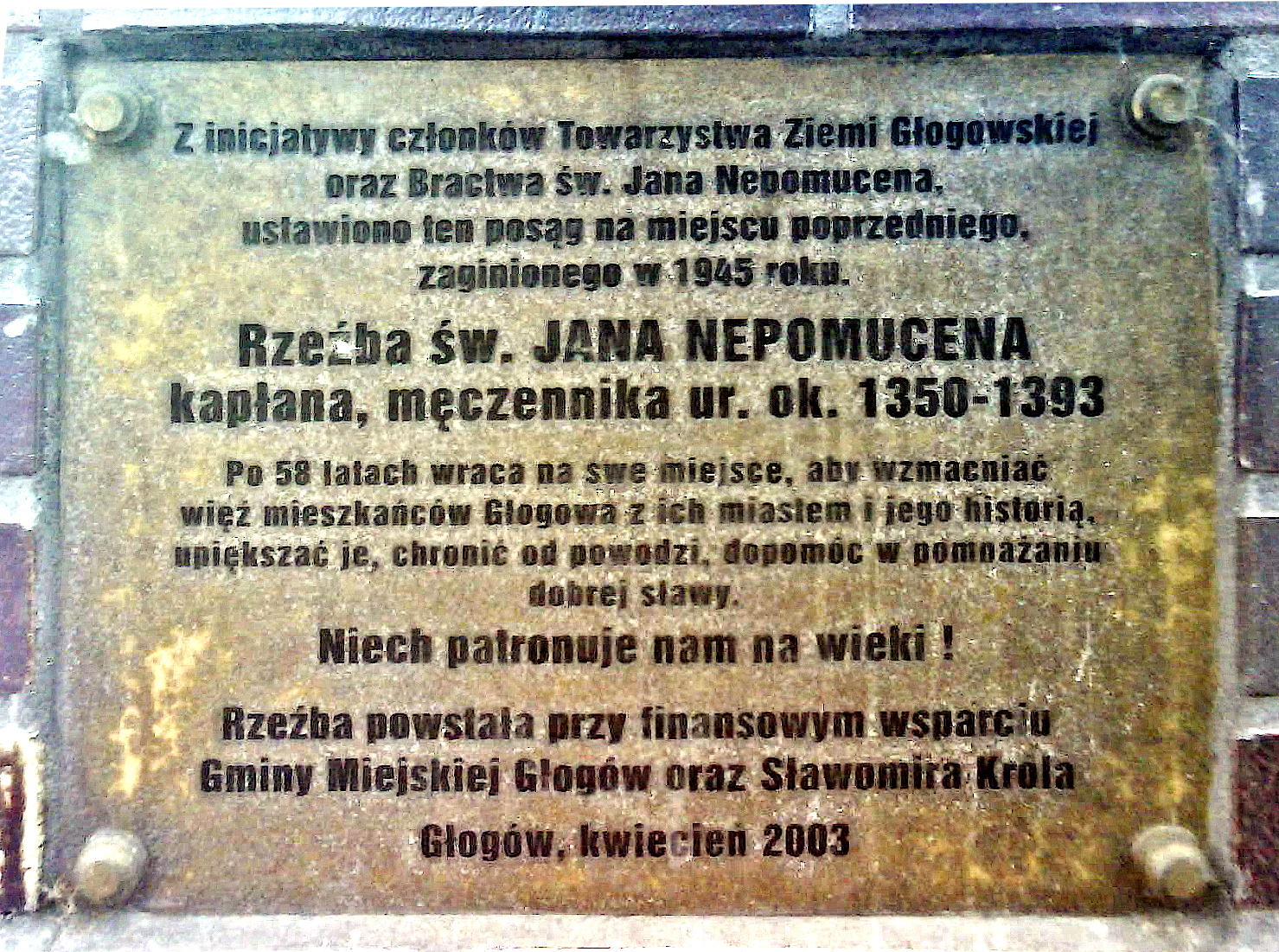
Tablica pamiątkowa

Figurę umieszczono za Mostem Tolerancji po lewej stronie, przy wjeździe na Ostrów Tumski.